# التهاب الجلد والعضلات
التهاب الجلد والعضلات هو من عائلة اضطرابات التهاب الدماغ العضلي التي تشمل التهاب العضلات والتهاب الجلد. يشمل كل من طفح جلدي وضعف العضلات التدريجي. وهو مرض نادر.